# 청주원부인
청주원부인 김씨(淸州院夫人 金氏, 생몰년 미상)는 고려의 제2대 왕 혜종의 후궁이다.

## 생애
청주 출신으로, 원보 김긍률의 딸이다. 본관은 청주이며, 정종의 제3비인 청주남원부인과 자매간이다.
원래 청주 지역은 매우 드센 곳으로 고려 건국 초기 계속해서 반란을 일으켜 태조가 지속적으로 행차하여 민심을 다스리기도 하였으며, 후삼국 통일 이후 태조에게 충성을 바친 곳이다. 그리고 김긍률은 태조의 제3비 신명순성왕후의 친정인 충주 유씨 집안과 더불어 청주 지역의 유력한 호족이었다. 이에 대해서는 혜종이 이러한 청주 지역의 호족들의 힘을 자신의 편으로 만들기 위해, 청주 출신인 김긍률의 딸을 왕비로 들였을 것으로 보기도 한다.
《고려사》에는 청주원부인의 생애나 생몰년, 능지 등에 대한 자세한 기록은 남아있지 않다. 호는 청주원부인(淸州院夫人)이며, 소생은 없었다.

## 가족 관계
- 아버지 : 김긍률(金兢律, 생몰년 미상)
  - 여동생 : 정종 제3비 청주남원부인(淸州南院夫人, 생몰년 미상)
- 시아버지 : 고려 제1대 왕 태조(太祖, 877~943, 재위:918~943)
- 시어머니 : 장화왕후(莊和王后, 생몰년 미상)
  - 남편 : 제2대 혜종(惠宗, 912~945 재위:943~945)

## 청주원부인이 등장하는 작품
- 《제국의 아침》(KBS, 2002년~2003년, 배우: 오지영)